# Rumenkastobeli pojalnik
Rumênkastobéli pojálnik (znanstveno ime Orobanche flava) je dvoletna holoparazitska rastlina, ki doseže višino od 15 do 40 cm. Spada v rod pojalnik (Orobanche), družina pojalnikovk (Orobanchaceae). Ne vsebuje klorofila (torej tudi ni zelene barve) in si hrane ne proizvaja sama, temveč živi na račun drugih rastlin. Cveti od junija do avgusta.

## Opis
Preprosto steblo je voskastorumene barve in v spodnjem delu luskasto. Na vrhu stebla je nameščeno bledo do svetlorumeno, redkokdaj tudi okrastorumeno klasasto socvetje. Cvetovi so drobni, venec pa je rumenkast in na robu rdečkast ter sestavljen iz dveh usten. Zgornja ustna je dvokrpa, spodnja pa trikrpa.
Tako kot ostali pojalniki tudi rumenkastobeli pojalnik vsebuje snov avkubozid, ki ji pripisujejo protivnetno delovanje.

## Nahajališče
Rumenocvetni pojalnik raste na z apnencem bogatih meliščih, kjer parazitira na rastlinah iz rodov Petasites (repuh), Tussilago (lapuh) in Adenostyles (lepen).
V Sloveniji raste v Julijskih Alpah, Kamniško-Savinjskih Alpah in Karavankah. V Avstriji uspeva v gorskem do subalpinskem pasu. Raste tudi na jugu Nemčije ter v Karpatih in na Kavkazu.